# Athletic Club
Athletic Club is een Spaanse voetbalclub uit de regio Baskenland, opgericht in 1898. Buiten Spanje is de club meestal bekend als Athletic Bilbao, hoewel dit nooit de officiële naam is geweest. Het is een van de drie clubs die in de Primera División gespeeld hebben sinds die in 1929 van start ging; de andere zijn Real Madrid en FC Barcelona.
Athletic Club speelde tot en met 2012 zijn thuiswedstrijden in het San Mamés, dat ook wel bekendstaat als La Catedral. Sinds 2013 wordt er in een nieuw stadion gespeeld, ook genaamd San Mamés.
Athletic Club heeft een tweede team, Bilbao Athletic, dat uitkomt in de Segunda División B.

## Geschiedenis
Athletic Club werd in 1898 opgericht door Britse immigranten; de clubnaam verwijst naar deze connectie. In de beginjaren van het Spaanse profvoetbal  was het een van de succesvolste clubs, met diverse Spaanse bekers en vijf landstitels tussen de start van de Primera División in 1929 en 1943. Daarna werd de club wat op de achtergrond gedrukt door vooral Real Madrid, FC Barcelona en Atlético Madrid. Naast het gebrek aan successen moest Athletic op bevel van dictator Francisco Franco de clubnaam veranderen in Atlético Bilbao, aangezien niet-Spaanse namen waren verboden onder het regime van Franco. Na de dood van Franco in 1975 kreeg Athletic de oorspronkelijke naam terug. Kort daarna bereikte de club het grootste internationale succes door in seizoen 1976/77 de finale van de UEFA Cup te behalen. In deze finale werd echter over twee wedstrijden verloren van Juventus. Begin jaren tachtig was er een nieuwe succesperiode voor het Baskische voetbal: zowel Real Sociedad (in 1981 en 1982) als Athletic (in 1983 en 1984) werd tweemaal landskampioen. De volgende dertig jaren wist de club geen prijs te winnen. Wel nam de club in het seizoen 1998/99 deel aan de UEFA Champions League, nadat Athletic in het seizoen daarvoor als tweede achter kampioen FC Barcelona was geëindigd in de Primera División. Athletic Club kwam in een groep terecht met Juventus, Galatasaray SK en Rosenborg BK. De Baskische club eindigde vierde met zes punten.

### Bekersuccessen laatste jaren
In mei 2009 speelde de club in Estadio Mestalla in Valencia de finale om de Copa del Rey tegen FC Barcelona, die echter met 4-1 werd verloren. In 2015 speelde de club voor de Supercopa tegen FC Barcelona. De eerste wedstrijd werd met 4-0 gewonnen, waardoor een gelijkspel in de uitwedstrijd de pret niet meer mocht drukken. De club won voor het eerst sinds 1984 een prijs. Volgend succes volgde in 2021 toen de club eveneens de Supercopa wist te winnen. Ditmaal werd FC Barcelona verslagen in de verlenging. In de Copa del Rey van 2023/24 werd in de eerste ronde de mede-Baskische club Deportivo Alavés verslagen met 2-0. In de volgende rondes werden FC Barcelona en Atlético Madrid uitgeschakeld door Athletic Club waardoor het in de finale tegen RCD Mallorca kwam te staan. In deze finale werd de eerste goal gescoord door de ploeg uit Mallorca. In het begin van de tweede helft was het Oihan Sancet die de gelijkmaker wist te scoren. In het vervolg van de wedstrijd wisten beide ploegen niet meer te scoren, ook in de verlenging bleef het 1-1. Athletic Club bleek de koelbloedigste ploeg tijdens de strafschoppenreeks en won zodoende zijn 25e beker in de geschiedenis van de club. In het daaropvolgende seizoen kwam de club, door de goede resultaten in de competitie, voor het eerst sinds 2017/18 uit in de UEFA Europa League. De club startte voortvarend in het seizoen van 2024/25 waar in onder meer Real Madrid werd verslagen. In de Europa League won de ploeg vier van de vijf eerste wedstrijden, de allereerste wedstrijd tegen A.S. Roma werd gelijk gespeeld.

## Erelijst
| Internationaal      |     | |
| Kleine Wereldbeker  | 1×  | 1967 |
| Nationaal           |     | |
| Primera División    | 8×  | 1929/30, 1930/31, 1933/34, 1935/36, 1942/43, 1955/56, 1982/83, 1983/84 |
| Copa del Rey        | 25× | 1901/02, 1902/03, 1903/04, 1909/10, 1910/11, 1913/14, 1914/15, 1915/16, 1920/21, 1922/23, 1929/30, 1930/31, 1931/32, 1932/33, 1942/43, 1943/44, 1944/45, 1949/50, 1954/55, 1955/56, 1957/58, 1968/69, 1972/73, 1983/84, 2023/24 |
| Supercopa de España | 4×  | 1950 (als Copa Eva Duarte), 1985, 2015, 2021 |

## Clubcultuur

### Selectiebeleid

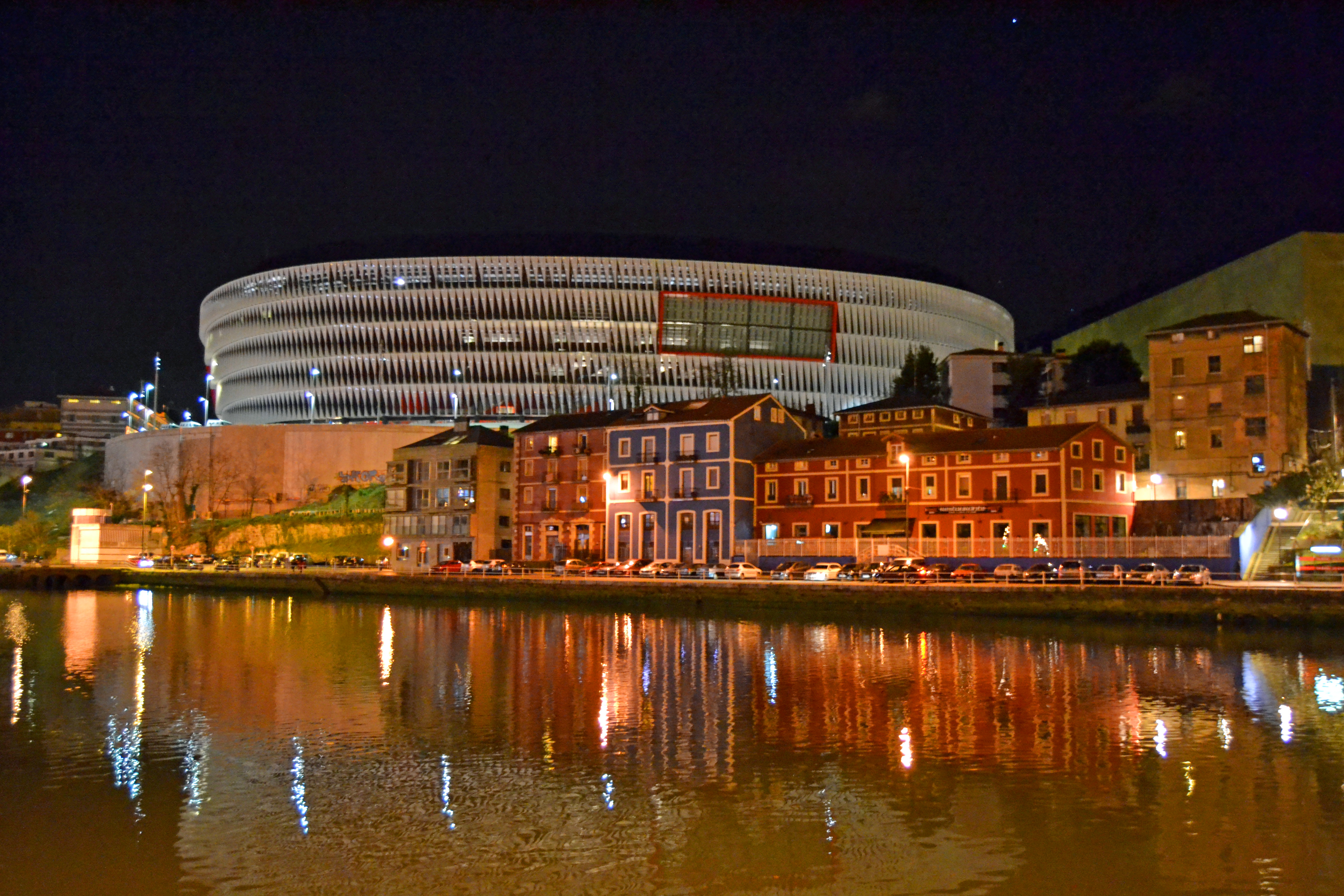
San Mamés

De Baskische trots van Athletic Club komt naar voren uit het feit dat sinds 1911 tot op de dag van vandaag er alleen maar Basken voor de club hebben gespeeld. De laatste drie niet-Baskische spelers verlieten in 1911 de club. In de beginjaren speelden logischerwijs verschillende Engelsen voor Athletic, die de club immers hadden opgericht. In 1911 diende Real Sociedad een klacht in tegen de buitenlanders van Athletic, mede omdat Real Sociedad alle onderlinge wedstrijden verloor, waarna de laatste buitenlanders korte tijd later vertrokken bij Athletic. Athletic vat Baskenland overigens op in de ruimste zin, dus niet alleen de Baskische Autonome Gemeenschap maar ook de autonome regio's La Rioja, Navarra en Frans-Baskenland. Ondanks het alleen-Basken-beleid is Athletic Club altijd behoorlijk succesvol geweest. Een groot deel van de spelers is afkomstig uit de jeugdopleiding, cantera in het Spaans. De nadruk op cantera leidde tot de paradox dat, terwijl veel supporters Baskische nationalisten zijn, het team altijd veel spelers aan het Spaans nationaal elftal heeft geleverd. Bij andere clubs werden de Spanjaarden vaak overvleugeld door buitenlandse sterren en groeiden daardoor niet naar een hoog genoeg niveau door.

### Tenue

#### Sponsoren
| Periode   | Kledingsponsor | Shirtsponsor |
| --------- | -------------- | ------------ |
| 1980-1990 | Adidas         | —            |
| 1990-1999 | Kappa          | —            |
| 1999-2001 | Adidas         | —            |
| 2001-2008 | 100% Athletic  | —            |
| 2008-2009 | 100% Athletic  | Petronor     |
| 2009-2013 | Umbro          | Petronor     |
| 2013-2015 | Nike           | Petronor     |
| 2015-2017 | Nike           | Kutxabank    |
| 2017-2023 | New Balance    | Kutxabank    |
| 2023-     | Castore        | Kutxabank    |

## Eerste elftal

### Selectie
| Nr.           | Naam                    | Sinds      | Contract   | Vorige club         |
| Doelmannen    | Doelmannen              | Doelmannen | Doelmannen | Doelmannen          |
| ------------- | ----------------------- | ---------- | ---------- | ------------------- |
| 1             | Unai Simón              | 2018       | 2029       |                     |
| 13            | Julen Agirrezabala      | 2022       | 2027       |                     |
| Verdedigers   |                         |            |            |                     |
| 2             | Andoni Gorosabel        | 2024       | 2028       | Deportivo Alavés    |
| 3             | Dani Vivian             | 2020       | 2032       |                     |
| 4             | Aitor Paredes           | 2022       | 2029       |                     |
| 5             | Yeray Álvarez           | 2016       | 2026       |                     |
| 14            | Unai Núñez              | 2024       | 2025       | Celta de Vigo       |
| 15            | Iñigo Lekue             | 2016       | 2025       |                     |
| 17            | Yuri Berchiche          | 2018       | 2025       | Paris Saint-Germain |
| 18            | Óscar de Marcos         | 2009       | 2025       | Deportivo Alavés    |
| 32            | Adama Boiro             | 2024       | 2029       |                     |
| Middenvelders |                         |            |            |                     |
| 6             | Mikel Vesga             | 2016       | 2027       |                     |
| 8             | Oihan Sancet            | 2020       | 2032       |                     |
| 16            | Iñigo Ruiz de Galarreta | 2023       | 2025       | RCD Mallorca        |
| 20            | Unai Gómez              | 2023       | 2028       |                     |
| 23            | Mikel Jauregizar        | 2024       | 2027       |                     |
| 24            | Beñat Prados            | 2022       | 2031       |                     |
| Aanvallers    |                         |            |            |                     |
| 7             | Álex Berenguer          | 2020       | 2027       | Torino              |
| 9             | Iñaki Williams          | 2015       | 2028       |                     |
| 10            | Nico Williams           | 2021       | 2027       |                     |
| 11            | Álvaro Djaló            | 2024       | 2029       | SC Braga            |
| 12            | Gorka Guruzeta          | 2022       | 2028       | Amorebieta          |
| 21            | Maroan Sannadi          | 2025       | 2029       | Deportivo Alavés    |

Laatste update: 9 Juni 2025

### Staf
| Functie            | Naam                 | Sinds | Contract | Vorige club |
| ------------------ | -------------------- | ----- | -------- | ----------- |
| Hoofdtrainer       | Ernesto Valverde     | 2022  | 2025     | Barcelona   |
| Assistent-trainers | Jon Aspiazu          | 2022  | 2025     | Barcelona   |
| Assistent-trainers | José Antonio Pozanco | 2022  | 2025     | Barcelona   |
| Keeperstrainer     | Aitor Iru            | 2018  |          |             |

Laatste update: 13 augustus 2024

## Overzichtslijsten

### Eindklasseringen sinds 1940
- 1940 3e
Primera División
- 1941 2e
Primera División
- 1942 7e
Primera División
- 1943 1e
Primera División
- 1944 10e
Primera División
- 1945 6e
Primera División
- 1946 3e
Primera División
- 1947 2e
Primera División
- 1948 6e
Primera División
- 1949 6e
Primera División
- 1950 6e
Primera División
- 1951 7e
Primera División
- 1952 2e
Primera División
- 1953 6e
Primera División
- 1954 6e
Primera División
- 1955 3e
Primera División
- 1956 1e
Primera División
- 1957 4e
Primera División
- 1958 6e
Primera División
- 1959 3e
Primera División
- 1960 3e
Primera División
- 1961 7e
Primera División
- 1962 5e
Primera División
- 1963 10e
Primera División
- 1964 8e
Primera División
- 1965 7e
Primera División
- 1966 5e
Primera División
- 1967 7e
Primera División
- 1968 7e
Primera División
- 1969 11e
Primera División
- 1970 2e
Primera División
- 1971 5e
Primera División
- 1972 9e
Primera División
- 1973 9e
Primera División
- 1974 5e
Primera División
- 1975 10e
Primera División
- 1976 5e
Primera División
- 1977 3e
Primera División
- 1978 3e
Primera División
- 1979 9e
Primera División
- 1980 7e
Primera División
- 1981 9e
Primera División
- 1982 4e
Primera División
- 1983 1e
Primera División
- 1984 1e
Primera División
- 1985 3e
Primera División
- 1986 3e
Primera División
- 1987 9e
Primera División
- 1988 4e
Primera División
- 1989 7e
Primera División
- 1990 12e
Primera División
- 1991 12e
Primera División
- 1992 14e
Primera División
- 1993 8e
Primera División
- 1994 5e
Primera División
- 1995 8e
Primera División
- 1996 15e
Primera División
- 1997 6e
Primera División
- 1998 2e
Primera División
- 1999 8e
Primera División
- 2000 11e
Primera División
- 2001 12e
Primera División
- 2002 9e
Primera División
- 2003 7e
Primera División
- 2004 5e
Primera División
- 2005 9e
Primera División
- 2006 12e
Primera División
- 2007 17e
Primera División
- 2008 11e
Primera División
- 2009 13e
Primera División
- 2010 8e
Primera División
- 2011 6e
Primera División
- 2012 10e
Primera División
- 2013 12e
Primera División
- 2014 4e
Primera División
- 2015 7e
Primera División
- 2016 5e
Primera División
- 2017 7e
Primera División
- 2018 16e
Primera División
- 2019 8e
Primera División
- 2020 11e
Primera División
- 2021 10e
Primera División
- 2022 8e
Primera División
- 2023 8e
Primera División
- 2024 5e
Primera División
- 2025 4e
Primera División

- Primera División

### Seizoensresultaten sinds 2004/05
| Seizoen   | №  | Clubs | Divisie          | Duels | Winst | Gelijk | Verlies | Doelsaldo | Punten | Tsch   |
| --------- | -- | ----- | ---------------- | ----- | ----- | ------ | ------- | --------- | ------ | ------ |
| 2004–2005 | 9  | 20    | Primera División | 38    | 14    | 9      | 15      | 59–54     | 51     | 32.427 |
| 2005–2006 | 12 | 20    | Primera División | 38    | 11    | 12     | 15      | 40–46     | 45     | 36.895 |
| 2006–2007 | 17 | 20    | Primera División | 38    | 10    | 10     | 18      | 44–62     | 40     | 37.158 |
| 2007–2008 | 11 | 20    | Primera División | 38    | 13    | 11     | 14      | 40–43     | 50     | 36.263 |
| 2008–2009 | 13 | 20    | Primera División | 38    | 12    | 8      | 18      | 47–62     | 44     | 35.000 |
| 2009–2010 | 8  | 20    | Primera División | 38    | 15    | 9      | 14      | 50–53     | 54     | 36.642 |
| 2010–2011 | 6  | 20    | Primera División | 38    | 18    | 4      | 16      | 59–55     | 58     | 36.042 |
| 2011–2012 | 10 | 20    | Primera División | 38    | 12    | 13     | 13      | 49–52     | 49     | 35.053 |
| 2012–2013 | 12 | 20    | Primera División | 38    | 12    | 9      | 17      | 44–65     | 45     | 36.105 |
| 2013–2014 | 4  | 20    | Primera División | 38    | 20    | 10     | 8       | 66–39     | 70     | 32.851 |
| 2014–2015 | 7  | 20    | Primera División | 38    | 15    | 10     | 13      | 42–41     | 55     | 41.137 |
| 2015–2016 | 5  | 20    | Primera División | 38    | 18    | 8      | 12      | 58–45     | 62     | 41.945 |
| 2016–2017 | 7  | 20    | Primera División | 38    | 19    | 6      | 13      | 53–43     | 63     | 39.463 |
| 2017–2018 | 16 | 20    | Primera División | 38    | 10    | 13     | 15      | 41–49     | 43     | 37.246 |
| 2018–2019 | 8  | 20    | Primera División | 38    | 13    | 14     | 11      | 41–45     | 53     | 40.654 |
| 2019–2020 | 11 | 20    | Primera División | 38    | 13    | 12     | 13      | 41–38     | 51     | 28.039 |
| 2020–2021 | 10 | 20    | Primera División | 38    | 11    | 13     | 14      | 46-42     | 46     | --     |
| 2021–2022 | 8  | 20    | Primera División | 38    | 14    | 13     | 11      | 43-36     | 55     | 32.946 |
| 2022-2023 | 8  | 20    | Primera División | 38    | 14    | 9      | 15      | 47-43     | 51     |        |
| 2023-2024 | 5  | 20    | Primera División | 38    | 19    | 11     | 8       | 61-37     | 68     |        |
| 2024-2025 | 4  | 20    | Primera División | 38    | 19    | 13     | 6       | 54-29     | 70     |        |

### Athletic Club in Europa
Athletic Club speelt sinds 1956 in diverse Europese competities. Hieronder staan de competities en in welke seizoenen de club deelnam:
- Champions League (3×)

1998/99, 2014/15, 2025/26
- Europacup I (3×)

1956/57, 1983/84, 1984/85
- Europa League (8×)

2009/10, 2011/12, 2012/13, 2014/15, 2015/16, 2016/17, 2017/18, 2024/25
- Europacup II (2×)

1969/70, 1973/74
- UEFA Cup (11×)

1971/72, 1976/77, 1977/78, 1978/79, 1982/83, 1985/86, 1986/87, 1988/89, 1994/95, 1997/98, 2004/05
- Intertoto Cup (1×)

2005
- Jaarbeursstedenbeker (5×)

1964/65, 1966/67, 1967/68, 1968/69, 1970/71
Bijzonderheden Europese competities:
| Bijzonderheid                 | Datum      | Tegenstander  | Uitslag | Plaats | Naam           | Aantal |
| ----------------------------- | ---------- | ------------- | ------- | ------ | -------------- | ------ |
| Grootste thuisoverwinning     | 23-08-2012 | HJK Helsinki  | 6-0     | Bilbao |                |        |
| Grootste overwinning          | 16-12-2004 | Standard Luik | 7-1     | Luik   |                |        |
| Grootste nederlaag            | 26-10-1988 | Juventus FC   | 1-5     | Turijn |                |        |
| Speler met meeste wedstrijden | 15-03-2018 |               |         |        | Markel Susaeta | 75     |
| Speler met meeste doelpunten  | 17-08-2017 |               |         |        | Aritz Aduriz   | 34     |

UEFA Club Ranking: 75 (07-07-2025)

## Bekende (oud-)Leones

### Spelers
- Aritz Aduriz
- José Ramón Alexanko
- Rafael Alkorta
- Fernando Amorebieta
- Daniel Aranzubia
- Kepa Arrizabalaga
- Dani
- Luis de la Fuente
- Joseba Etxeberría
- Santiago Ezquerro
- Agustín Gainza
- Raúl García
- Andoni Goikoetxea
- Guillermo Gorostiza
- Julen Guerrero
- Ander Herrera
- Asier del Horno
- Andoni Iraola
- Rafael Iriondo
- José Iraragorri
- José Ángel Iribar
- Javier Irureta
- Aitor Karanka
- Aymeric Laporte
- Bixente Lizarazu
- Fernando Llorente
- Iñigo Martínez
- Javi Martínez
- Iker Muniain
- Pablo Orbaiz
- José Luis Panizo
- Pichichi
- José Francisco Rojo
- Iñaki Sáez
- Julio Salinas
- Unai Simón
- Ismael Urzaiz
- Ernesto Valverde
- Ángel María Villar
- Iñaki Williams
- Nico Williams
- Fran Yeste
- Telmo Zarra
- José Ángel Ziganda
- Andoni Zubizarreta

## Bekende trainers
- Marcelo Bielsa
- Joaquín Caparrós
- Javier Clemente
- Ferdinand Daučík
- Luis Fernández
- Jupp Heynckes
- Javier Irureta
- Howard Kendall
- Marcelino
- Iñaki Sáez
- Ernesto Valverde

## Trivia
- Baskische studenten in Madrid richtten in 1903 Athletic Club de Madrid op, het huidige Atlético Madrid, wat nog te zien is aan de vergelijkbare rood-witte shirts.
- José Aguirre, de eerste president van Baskenland (1936), speelde in de jaren twintig in het eerste elftal van Athletic Club.

1 Simón ·
2 Gorosabel ·
3 Vivian ·
4 Paredes ·
5 Álvarez ·
6 Vesga ·
7 Berenguer ·
8 Sancet ·
9 I. Williams ·
10 N. Williams ·
11 Djaló ·
12 Guruzeta ·
13 Agirrezabala ·
14 Núñez ·
15 Lekue ·
16 Ruiz de Galarreta ·
17 Berchiche ·
18 De Marcos  ·
20 Gómez ·
21 Sannadi ·
23 Jauregizar ·
24 Prados ·
28 Canales ·
32 Boiro ·
Coach: Valverde
Athletic Club ·
Atlético Madrid ·
CA Osasuna ·
Celta de Vigo ·
Deportivo Alavés ·
Elche CF ·
FC Barcelona ·
Getafe CF ·
Girona FC ·
Levante UD ·
Rayo Vallecano ·
RCD Espanyol ·
RCD Mallorca ·
Real Betis ·
Real Madrid ·
Real Oviedo ·
Real Sociedad ·
Sevilla FC ·
Valencia CF ·
Villarreal CF
Grupo 1:
Arenas Club .
Arenteiro ·
Barakaldo . 
Bilbao Athletic .
Cacereño .
Celta B ·
Ferrol .
Guadalajara .
Lugo ·
Mérida .
Osasuna B ·
Ourense CF .
Ponferrada ·
Pontevedra .
Real Avilés .
Real Madrid Castilla ·
Salamanca .
Talavera de la Reina .
Tenerife .
Zamora CF

Grupo 2:
Alcorcón .
Algeciras ·
Antequera ·
Atlético Madrid B ·
Atlético Sanluqueño ·
Real Betis B .
Cartagena .
Eldense .
Europa .
Hércules Alicante .
Ibiza ·
Marbella ·
Murcia ·
Sabadell .
FC Sevilla B .
Tarazona ·
Tarragona ·
Teruel .
Torremolinos . 
Villarreal B .